# Ruralia hungarica
Ruralia hungarica es el nombre dado por el compositor húngaro Ernő Dohnányi a cuatro obras interrelacionadas.
Primero compuso la versión para piano solo, una suite que contiene siete movimientos, Op. 32a, en 1923:
- I.  Allegretto, molto tenero
- II.  Presto, ma non tanto
- III.  Andante poco moto, rubato
- IV.  Vivace
- V.  Allegro grazioso
- VI.  Adagio non troppo
- VII.  Molto vivace.

Cinco de estos movimientos fueron orquestados, como el Op. 32b, en 1924, como parte de su contribución para el quincuagésimo aniversario de la creación de la ciudad de Budapest a partir de la fusión entre Buda y Pest.
Posteriormente arregló una versión para violín y piano, Op. 32c. Ésta contenía transcripciones de dos de las piezas existentes (Presto, ma non tanto; y Molto vivace), además de una pieza completamente nueva como el segundo movimiento. Esa nueva pieza, Andante alla zingaresca, o Andante rubato, es más conocido como el «Andante gitano», e interpretada por virtuosos como Jascha Heifetz y Fritz Kreisler se convirtió en una pieza favorito separado de la suite de la que forma parte. 
Dohnányi también arregló el «Andante gitano» de Op. 32c para violonchelo y piano, como Op. 32d. También hay un arreglo del Op. 32d para violonchelo y arpa, y violonchelo y orquesta.
El término «Andante gitano» es a veces también se aplica el Adagio non troppo movimiento de la suite orquestal.